# Oswald Pirow
Oswald Pirow (Aberdeen, 14 de agosto de 1890-11 de octubre de 1959) fue un político y abogado sudafricano de extrema derecha.

## Biografía
Nacido en la ciudad de Aberdeen el 14 de agosto de 1890.

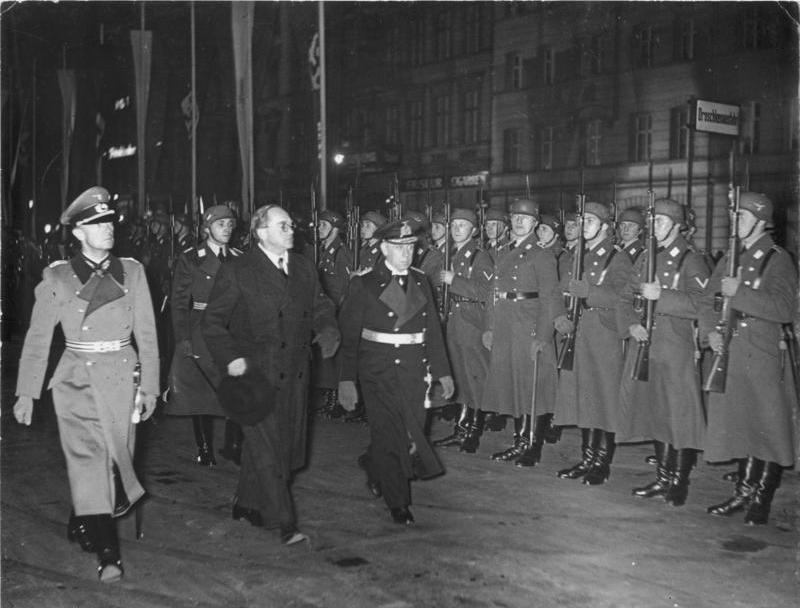
Pirow en Berlín en 1938.

Bajo diversos gobiernos de Barry Hertzog ejerció de Ministro de Justicia (1929-1933) y de Defensa y de Vías férreas (1933-1939). Pirow, que asumió competencias relativas a las comunicaciones, contribuyó sustancialmente al desarrollo del transporte aéreo del país, dándose lugar durante su mandato a la fundación de South African Airways.
Lideró una tendencia del Partido Nacional afrikáner, escindida con 16 diputados en 1942, el protofascista Nuevo Orden (Nuwe Orde), radicado principalmente en el Transvaal.
Fue encarcelado en 1947 por incitación a la violencia. Hacia finales de la década de 1940 discutió con el británico Oswald Mosley acerca de la creación de una red de «enemigos de la Unión Soviética», pero el plan no se llegó a materializar.
Pirow, que fue fiscal en 1956 del conocido como «Juicio por Traición»,
falleció el 11 de octubre de 1959.